# Des Moines Open 1972
Il Des Moines Open 1972 è stato un torneo di tennis giocato su campi indoor. È stata la 2ª edizione del torneo, che faceva parte del Commercial Union Assurance Grand Prix 1972. Si è giocato a Des Moines negli Stati Uniti, dal 31 gennaio al 6 febbraio 1972.

## Campioni

### Singolare
Pancho Gonzales ha battuto in finale  Georges Goven con il punteggio di 3–6, 4–6, 6–3, 6–4, 6–2.

### Doppio
Jim Osborne /  Jim McManus hanno battuto  Georges Goven /  Thomaz Koch con il punteggio di 6–2, 6–3.